# 不二ボクシングジム
不二ボクシングジム（ふじボクシングジム）は、神奈川県秦野市にあったプロボクシングジムである。

## 概略
1934年に岡本不二がピストン堀口を引き連れて日本拳闘倶楽部より独立する形で設立。当時の名称は「不二拳闘クラブ」であった。
東洋太平洋王者1名、日本王者7名を輩出し、袴田事件の袴田巌も属したが、世界王者は生まれることがないまま2010年に閉鎖された。最後の会長は2007年よりマネージャー出身の山田修が務めていた。